# Artimus Pyle
Thomas Delmer Pyle, detto Artimus (Louisville, 15 luglio 1948), è un batterista statunitense.

## Biografia
Nel 1974 è entrato nella formazione del gruppo southern rock Lynyrd Skynyrd. Sopravvissuto all'incidente che ha visto coinvolta la band nel 1977, è rientrato nel gruppo dopo la riunione del 1987, rimanendovi fino al 1991.

## Discografia

### Da solista
- 1999 - Cold Cold Earth
- 2000 - Civil Dead
- 2002 - Fortress
- 2006 - Kuroi Kyoukatabira
- 2007 - Tonight Is The End Of Your Way